# 森山鋭一

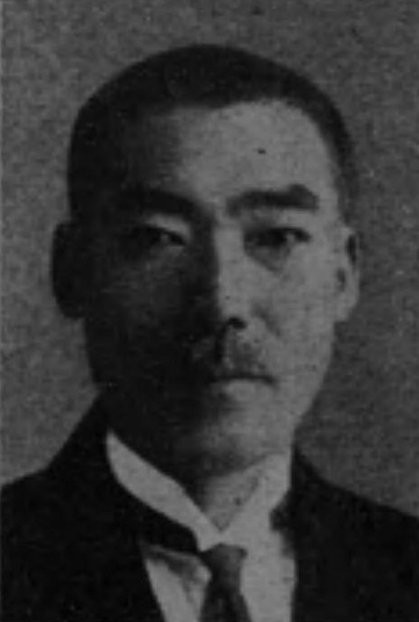
森山鋭一

森山 鋭一（もりやま えいいち、1894年（明治27年）12月17日 - 1956年（昭和31年）6月9日）は、大正から昭和前期の法制官僚、政治家、弁護士。貴族院勅選議員、法制局長官。

## 経歴
現在の三重県桑名市で、伊藤伊右衛門の三男として生まれ、森山兵介の養子となる。1914年（大正3年）7月、第八高等学校一部丙を首席で卒業。1919年（大正8年）7月、東京帝国大学法学部法律学科（独法）を卒業し、同月、内務省に入り内務属・土木局工営課に配属された。1920年（大正9年）10月、高等試験行政科試験に合格。
その後、兼警察講習所教授、埼玉県視学官、帝都復興院計画局制度課、復興局事務官・長官官房計画課などを歴任。1924年（大正13年）12月、法制局参事官となる。以後、賞勲局書記官、行政裁判所評定官、法制局第一部長、同第二部長、企画庁常任参与、企画院参与などを歴任。
1941年（昭和16年）10月、東條内閣の法制局長官となり1944年（昭和19年）7月まで在任。1943年（昭和18年）1月14日、貴族院勅選議員に任命され 1946年（昭和21年）5月15日まで在任した。
1946年12月に弁護士登録を行い、同年から1951年（昭和26年）8月まで公職追放となった。その後、1952年（昭和27年）8月から1954年（昭和29年）7月まで東京都地方労働委員会会長を務めた。墓所は多磨霊園。